# Mastigusa macrophthalma
Mastigusa macrophthalma – gatunek pająka z rodziny Hahniidae.

## Taksonomia
Takson ten opisany został w 1897 roku przez Władysława Kulczyńskiego jako podgatunek Tuberta arietina w publikacji, której współautorem był Cornelius Chyzer. Do rangi osobnego gatunku w obrębie rodzaju Tetrilus wyniósł go w 1969 roku Imre Loksa. W rodzaju Mastigusa umieszczony został w 1986 przez Jörga Wunderlicha.

## Opis
Pająk o ciele osiągającym od 3 do 3,5 mm długości. Ubarwienie karapaksu ma jasnożółtobrązowe, sternum i odnóży żółtobrązowe, a opistosomy (odwłoka) jasnożółtawe, czasem ze słabo wyodrębnionym wzorem barwy brązowawej lub czarnej na wierzchu. Od podobnego M. arietina różni się odległościami między oczami w rzędzie tylnym równymi lub niewiele większymi od średnic tych oczu oraz znacznie większymi rozmiarami wszystkich oczu.
Budowa aparatu kopulacyjnego na nogogłaszczkach samca jak i płytki płciowej samicy zbliżone są do tych u M. arietina. Końcowa część konduktora jest smukła, bardzo długa i równomiernie zagięta. Płytka płciowa samicy ma rozjaśniony środkowy obszar części tylnej oraz otwór kopulacyjny współdzielony przez dwa bardzo cienkie i gęsto poskręcane przewody kopulacyjne.

## Biologia i występowanie
Pająk znany z Wielkiej Brytanii, Francji, Belgii, Holandii, Austrii, Włoch, Słowenii, Chorwacji, Polski, Słowacji, Węgier, Rumunii, Bułgarii, Serbii, Czarnogóry, Bośni i Hercegowiny, Rosji i Gruzji. 
Gatunek myrmekofilny, związany głównie ze starymi drzewostanami, gdzie spotykany jest w gniazdach mrówek: kartonówki zwyczajnej i hurtnicy wstydliwej, podziemnicy cieniolubnej, pierwomrówki łagodnej i mrówki rudnicy. Samica umieszcza kokon jajowy w korytarzach mrówek, często w bardzo głębokich partiach mrowiska. Poza mrowiskami spotkać go można wśród niskiej roślinności, w ściółce i pod korą. Osobniki dojrzałe są prawdopodobnie aktywne przez cały rok.